# Congresso di Parigi

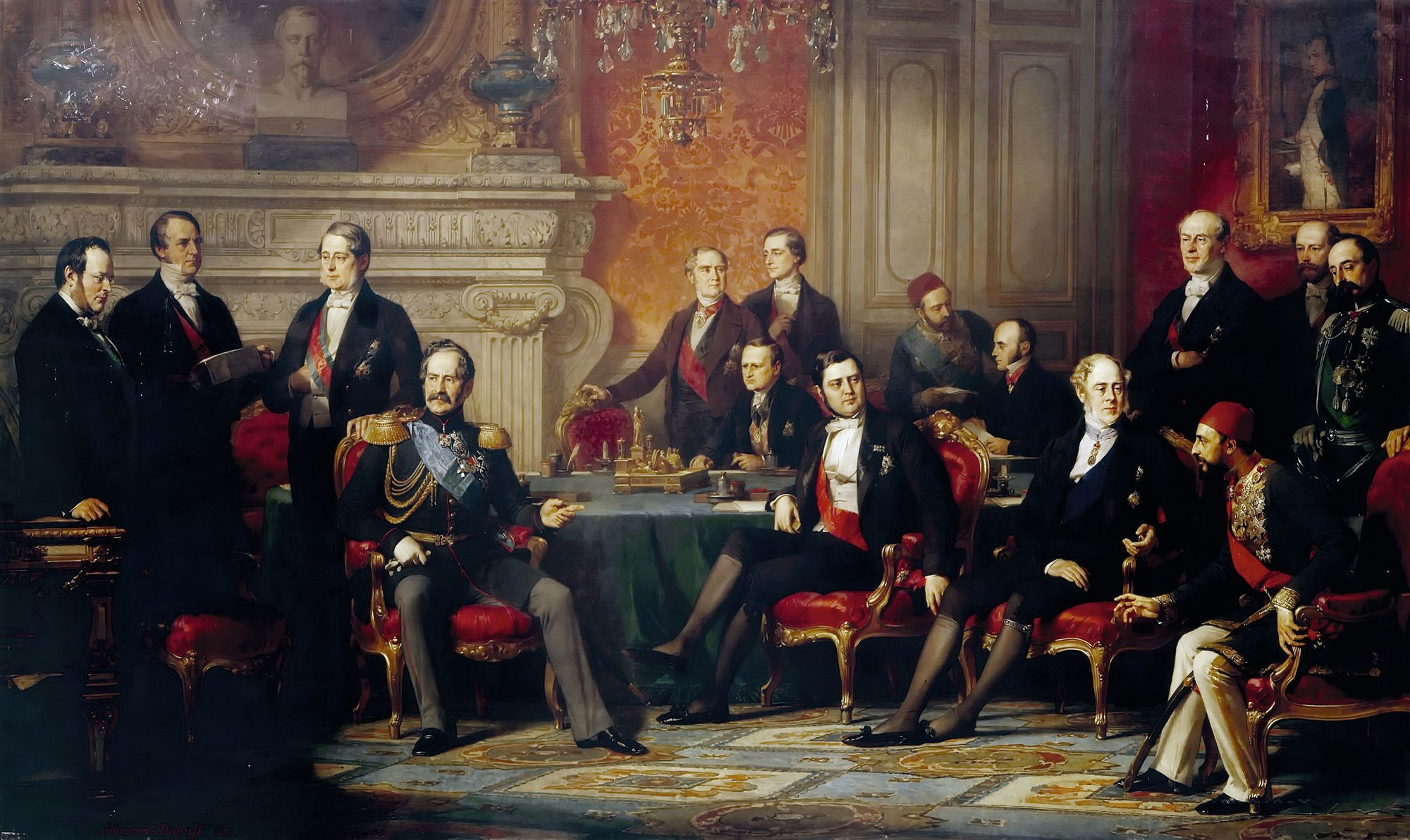
Il Congresso di Parigi. Il primo delegato a sinistra è Cavour (Regno di Sardegna), il terzo Buol-Schauenstein (Impero austriaco). Seduti: da sinistra, Orlov (Impero russo) e, al di là del tavolo, Manteuffel (Regno di Prussia); al di qua del tavolo Walewski (Francia), Clarendon (Gran Bretagna) e Alì (Impero ottomano). L'ultimo personaggio a destra in piedi è l'ambasciatore piemontese Villamarina.

Il Congresso di Parigi si riunì nella capitale francese dal 25 febbraio al 16 aprile 1856 al fine di ristabilire la pace dopo la guerra di Crimea, combattuta vittoriosamente dall'Impero ottomano, Francia, Regno Unito di Gran Bretagna e Irlanda e Regno di Sardegna contro l'Impero russo.
Il congresso stabilì l'autonomia del Principato di Moldavia e del Principato di Valacchia che, liberate dal protettorato russo, rimanevano formalmente nell'Impero ottomano, al quale veniva anche assicurata l'integrità territoriale. Dispose la smilitarizzazione del Mar Nero e la cessione da parte della Russia della zona della foce del Danubio (Bessarabia meridionale) a favore della Moldavia.
Determinò il declino della potenza russa in Europa e l'ascesa della Francia a prima potenza del continente.
Il Primo ministro del Regno di Sardegna Cavour ottenne che per la prima volta in una sede internazionale si ponesse la questione italiana.
I risultati del Congresso costituirono il Trattato di Parigi.

## La guerra di Crimea
Dopo numerosi sconfinamenti di truppe russe nei territori turchi nei Balcani, il 4 ottobre 1853, l'Impero ottomano dichiarava guerra alla Russia, seguito, cinque mesi dopo (marzo 1854), da Francia e Gran Bretagna che il 10 aprile conclusero un'alleanza.

### I “Quattro punti”

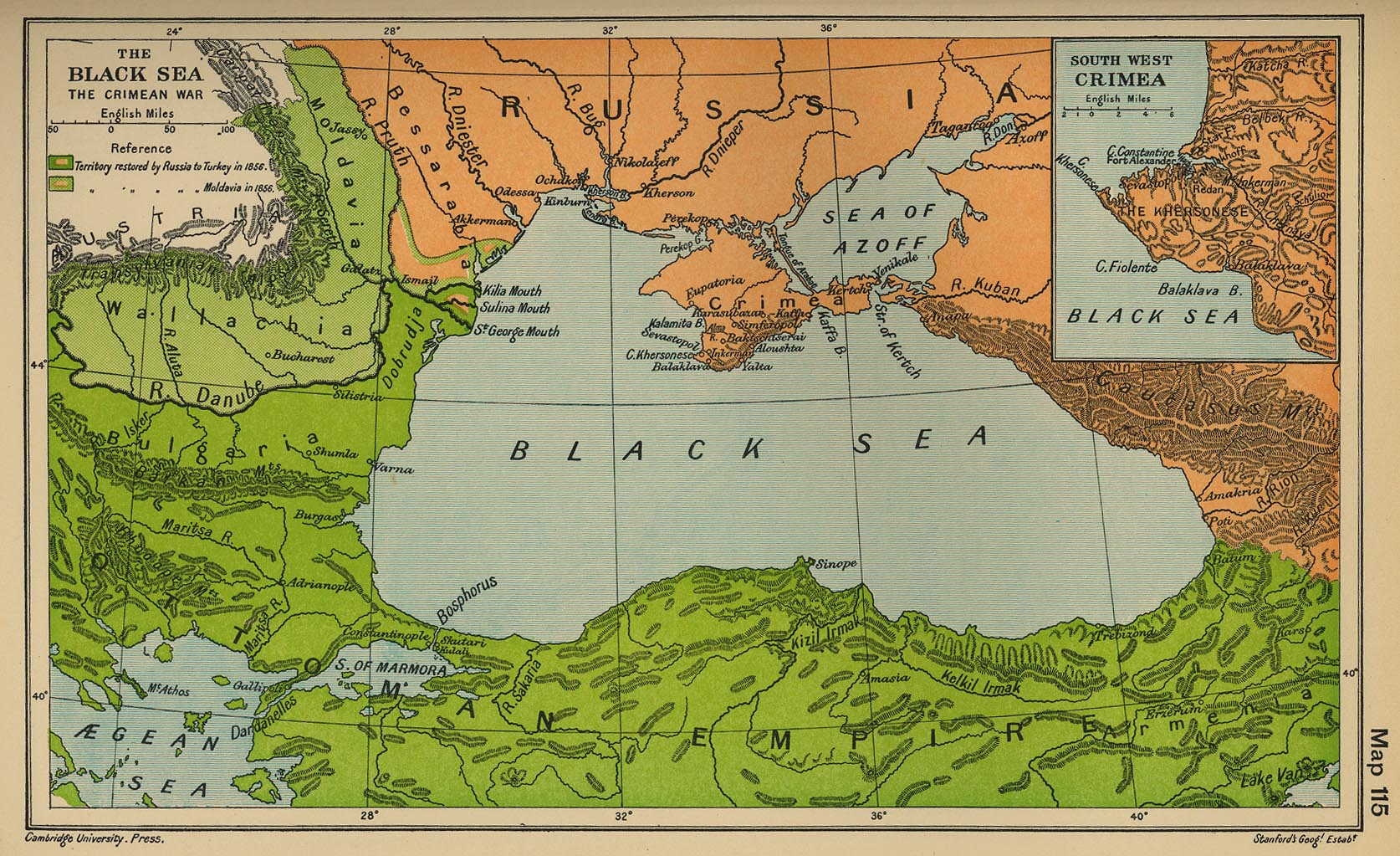
L’area interessata dal Congresso di Parigi in una carta inglese. Ad Ovest del Mar Nero (Black Sea): i Principati ottomani di Moldavia e Valacchia (Wallachia) e la striscia di terra della Bessarabia meridionale che consentiva alla Russia di accedere al Danubio.

Trascorsi dieci mesi di guerra in cui non accadde molto, l'8 agosto 1854, la Francia, la Gran Bretagna e l'Austria, che si manteneva neutrale ma non smobilitava l'esercito al confine con la Russia, concordarono quattro condizioni per cui la pace sarebbe stata possibile:
- 1. Abolizione del protettorato russo sui principati turchi di Moldavia e Valacchia da sottoporre poi a garanzia europea.
- 2. Abolizione del controllo russo sulla foce del Danubio.
- 3. Revisione della Convenzione di Londra sugli Stretti dei Dardanelli e del Bosforo del 1841 con l'intenzione di limitare fortemente la potenza navale russa nel Mar Nero.
- 4. Abolizione della protezione russa sui cristiani dell'Impero ottomano, da sostituire con una protezione collettiva di Francia, Gran Bretagna, Austria, Russia e Prussia.[2]

Per coprire il fronte meridionale, lo Zar di Russia Nicola I si ritirò dai territori turchi della zona danubiana, l'Austria limitò allora la pressione politica sulla Russia, e Francia e Gran Bretagna non riuscirono a imporre i quattro punti. La parola passò quindi ai fatti e nel settembre del 1854 un contingente anglo-francese sbarcò nella penisola russa di Crimea.

Di fronte alla resistenza dell'esercito dello Zar, a dicembre, l'Austria si accordò con Francia e Prussia per imporre i quattro punti alla Russia che, nel timore di un allargamento del conflitto all'Austria, li accettò come base delle trattative. Il 26 gennaio 1855, inoltre, per porre la questione italiana all'attenzione internazionale e arginare il prestigio austriaco, il Regno di Sardegna si unì all'alleanza anglo-francese.

### La Conferenza di Vienna
Le trattative fra le potenze in guerra proseguirono a Vienna e, mentre le sorti del conflitto seguivano alterne vicende, il 2 marzo 1855 Nicola I moriva di polmonite.

Il suo successore, Alessandro II, ribadì la validità dei quattro punti e consentì l'apertura di una conferenza che si concluse il 16 aprile 1855 nella capitale austriaca. I primi due dei quattro punti furono ampiamente discussi, il terzo si dimostrò uno scoglio insuperabile per gli alleati e il quarto non fu neanche preso in considerazione.
A maggio, intanto, anche il Regno di Sardegna faceva sbarcare un suo contingente in Crimea dove, nonostante la caduta della piazzaforte russa di Sebastopoli (12 settembre 1855), nessuna delle due forze contrapposte riusciva a prevalere. Il 28 dicembre, però, l'Austria fece pervenire un ultimatum alla Russia e a quel punto lo Zar chiese l'armistizio.

## Il Congresso

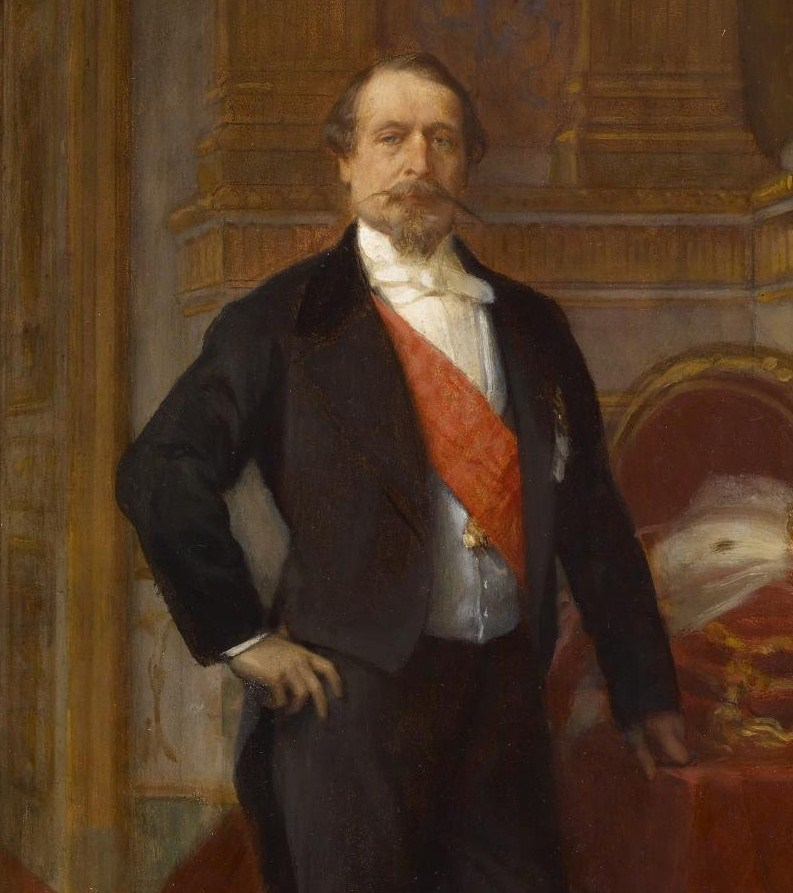
Napoleone III

Il Congresso di Parigi fu visto dall'Imperatore francese Napoleone III come una rivincita rispetto al Congresso di Vienna del 1814-1815.
Si svolse nella capitale francese dal 25 febbraio al 16 aprile 1856. Vi parteciparono tutti i Paesi belligeranti: Francia, Gran Bretagna, Russia, Turchia e Piemonte, oltre all'Austria e alla Prussia che si unì alle discussioni in un secondo momento. Fu presieduto dal ministro degli esteri francese Alexandre Walewski.
Le trattative si basarono sui “Quattro punti” dell'agosto 1854 che, alla fine, vennero sostanzialmente accolti.

In riferimento al punto 1. fu definita l'autonomia dei Principati danubiani, i quali, sebbene solo formalmente, rimasero sottomessi alla Turchia.

### I Principati danubiani

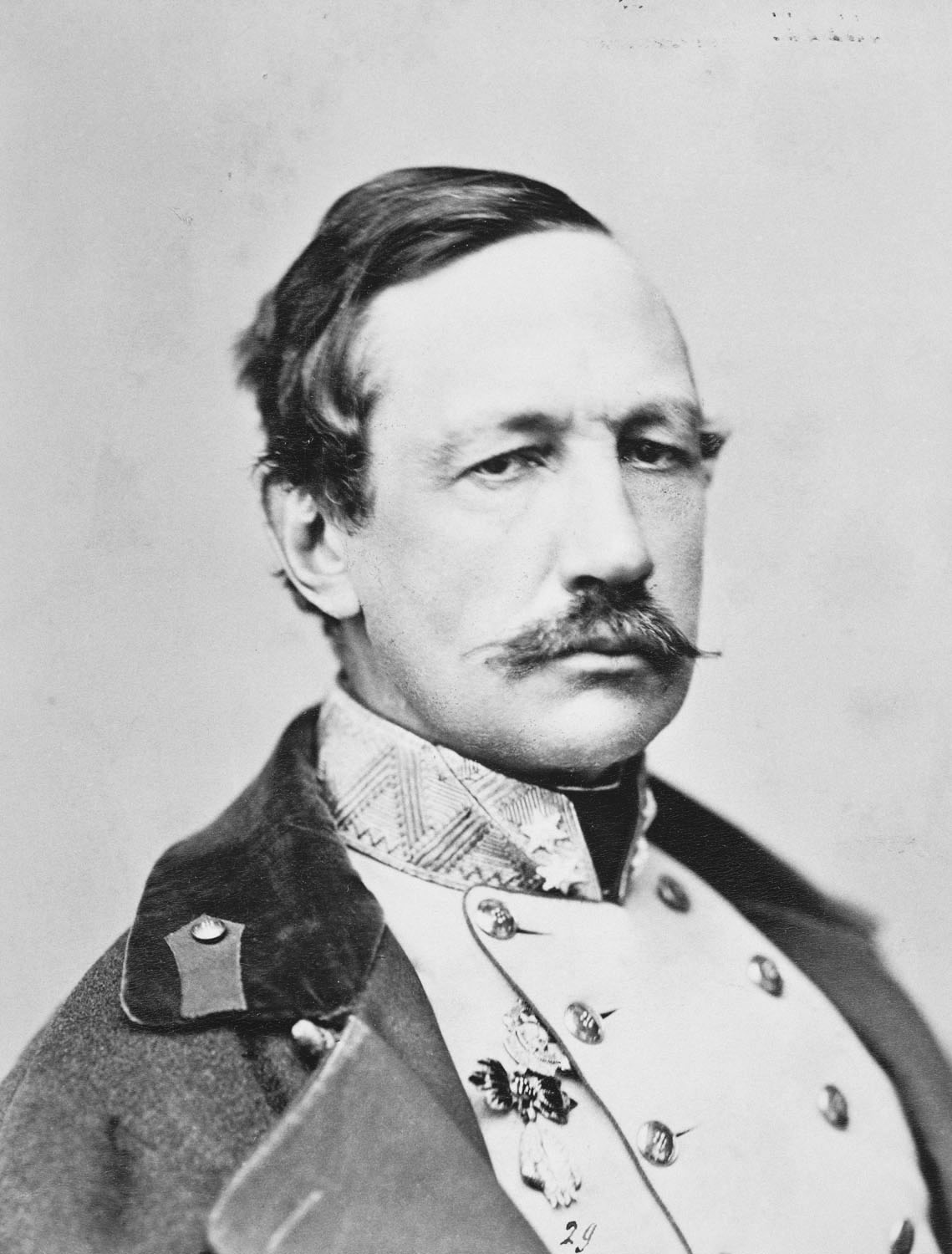
Il duca di Modena Francesco V, a cui Napoleone III intendeva cedere i Principati danubiani.

La situazione dei principati di Moldavia e Valacchia dell'Impero ottomano, ma sotto il protettorato russo dal 1829, fu uno dei punti chiave delle discussioni.
Il Piemonte, ancora prima dell'inizio dei lavori, aveva sottoposto all'attenzione di Francia e Gran Bretagna il pericolo di uno scenario che avrebbe visto, dopo il cedimento della Russia, l'Austria acquisire influenza sui Principati danubiani formando così una superpotenza che si estendeva dal Ticino alle foci del Danubio.
Il presidente del consiglio piemontese Cavour propose allora di evitare questa prospettiva insediando i duchi di Modena e Parma nei Principati, per poi poter annettersi i loro domini in Italia come compenso per i sacrifici fatti dal Regno di Sardegna durante la guerra. Ma sia a Londra, dove si considerava irrealistica la tesi della superpotenza austriaca, sia a Parigi, la proposta non trovò spazio.
Fu una gradita sorpresa, quindi, per Cavour quando, qualche giorno prima dell'apertura del Congresso, Napoleone III fece propria quella proposta (21 febbraio 1856), con la precisazione che il trasferimento ai Principati sarebbe stato del solo duca di Modena. La duchessa di Parma, Luisa Maria, avrebbe acquisito Modena e il Ducato di Parma sarebbe stato annesso al Piemonte.
Se questa proposta fosse stata accolta il duca di Modena, il filoaustriaco Francesco V, per la risoluzione di Napoleone III di unificare i due Principati danubiani, sarebbe divenuto il monarca di Moldavia e Valacchia.

Tuttavia, nel timore di perdere un alleato in territorio italiano, il ministro degli Esteri di Vienna Buol-Schauenstein escluse in modo assoluto di accettare la proposta francese. Così come i turchi che, per non cedere definitivamente i due Principati, espressero un deciso rifiuto. Né di parere favorevole fu la Gran Bretagna rimasta sulle posizioni di mantenere l'integrità dell'Impero ottomano, per la cui difesa era entrata nel conflitto.

Nonostante le insistenze di Napoleone III, l'opposizione turca si rivelò un ostacolo invalicabile e l'11 marzo il congresso decise di rinviare ogni decisione ad una commissione che avrebbe dovuto verificare la volontà delle popolazioni danubiane interessate.

### Gli altri punti
In riferimento al secondo dei “Quattro punti”, la Russia si mostrò contraria alla cessione della Bessarabia meridionale e quindi alla perdita dell'accesso al Danubio. I delegati di San Pietroburgo sostenevano, infatti, che quei territori dovevano essere un compenso per la fortezza turca di Kars, conquistata subito prima dell'armistizio.

La Bessarabia meridionale risultava fondamentale per l'Austria che allontanandone i russi aveva più probabilità di controllare la navigazione commerciale sul Danubio. Mentre Kars, che era l'accesso alla Turchia asiatica, interessava la Gran Bretagna per gli equilibri del “Grande Gioco”. Su questo punto gli inglesi decisero di non fare di Kars una “questione aperta” a favore della Russia che, abbandonata da un seppur amichevole Napoleone III, dovette cedere e accettare di rendere la Bessarabia meridionale alla Moldavia.
In riferimento al punto 3. fu stabilita la completa smilitarizzazione del Mar Nero, ciò che più temeva lo Zar che si vedeva sguarnito da eventuali attacchi di potenze navali alleate dell'Impero ottomano e perdeva per il futuro la possibilità di attaccarne le coste.

In riferimento al punto 4. Il Sultano si impegnava a migliorare le condizioni dei suoi sudditi a prescindere dalla loro religione e dalla loro razza.

### Cavour al Congresso

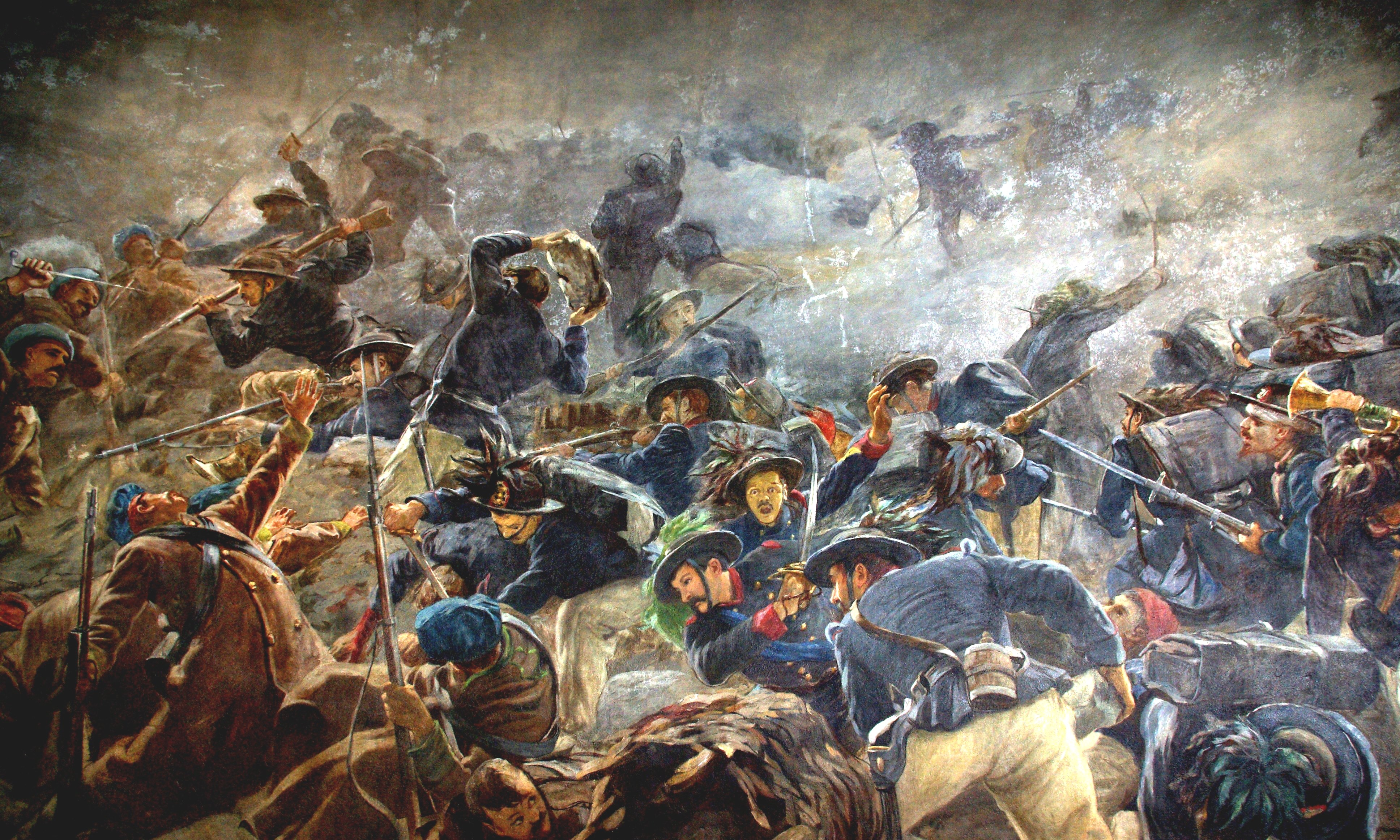
Bersaglieri alla Battaglia della Cernaia, Crimea, 16 agosto 1855.

Vinte le perplessità dell'Austria a far partecipare ai lavori i rappresentanti piemontesi senza limitazioni, Cavour si era preparato ad ottenere gli obiettivi per cui era partito: far prendere al congresso una posizione sulla questione italiana e ottenere ampliamenti territoriali per il suo Paese a compensazione dello sforzo bellico.
Tuttavia, l'importanza che aveva avuto l'Austria nella risoluzione del conflitto convinse Cavour che gli sarebbe stato impossibile ottenere territori nel Lombardo-veneto, così come testimonia una lettera che scrisse a Walewski il 21 gennaio 1856.
Né la questione dei Principati danubiani, come abbiamo visto, si rivelò utile allo scopo di raggiungere il medesimo obiettivo su Modena e Parma. Di conseguenza Cavour ripiegò su un tema espressamente italiano: le Legazioni pontificie, i territori più settentrionali dello Stato Pontificio (Bologna, Ferrara, Forlì e Ravenna) che erano difesi dal 1849 da truppe austriache.

Il 27 marzo Cavour ne propose, in via preventiva a Francia e Gran Bretagna, la trasformazione in Stato laico, con esercito proprio e un debole legame politico con Roma. Per motivi religiosi gli inglesi ne furono entusiasti, per nulla invece i francesi che avevano assunto il ruolo di protettori dello Stato Pontificio e che bocciarono l'iniziativa.

A Cavour non rimase quindi che perseguire solo il primo dei due obiettivi, e cioè far prendere al congresso una posizione finale sulla questione italiana.

Le firme al Trattato di Parigi furono apposte il 30 marzo 1856 e
l'8 aprile, mentre i lavori volgevano alla conclusione, il ministro degli esteri francese Alexandre Walewski citò fra i vari problemi per il mantenimento della pace, l'occupazione straniera degli Stati pontifici e il malgoverno del Regno delle Due Sicilie. Ancora più deciso fu l'intervento del ministro degli Esteri inglese Lord Clarendon che attaccò il regime pontificio per le truppe straniere che vi ospitava, e il Regno delle Due Sicilie al quale doveva essere imposto di intendere la voce della giustizia e dell'umanità.

Dopo l'intervento, moderato, di Cavour, sugli stessi temi dei colleghi che l'avevano preceduto, Walewski chiese e ottenne, nonostante l'Austria, la registrazione del dibattito sull'Italia nel verbale del Congresso, testimoniando per la prima volta l'attenzione dell'Europa alla Questione italiana come legittimo problema di popolo.

## Le conseguenze
Benché Napoleone III non fosse riuscito a rinegoziare i trattati del 1815 (Congresso di Vienna) né a ricostituire la Polonia a spese della Russia, il Congresso di Parigi determinò un aumento di prestigio della Francia che sostituì la Russia quale maggiore potenza del continente.

L'Austria evitò la penetrazione dello Zar nei Balcani ma si alienò la Russia e peggiorò ulteriormente le relazioni con il Regno di Sardegna che ormai, con la Francia, minacciava lo status quo della penisola italiana. La Prussia risultò isolata, mentre la Gran Bretagna ottenne il non trascurabile risultato di vedere la sua antagonista principale in Asia, la Russia, indebolita e umiliata.

Il ministro degli Esteri di San Pietroburgo, Aleksandr Michajlovič Gorčakov, si attivò facendo diventare l'abolizione delle clausole sulla smilitarizzazione del Mar Nero il principale obiettivo della sua politica in Europa.
Quanto ai Principati danubiani, la loro autonomia fu senz'altro il risultato più duraturo del Congresso che portò, in definitiva, alla formazione del Regno di Romania.